# 토니 카나에트
토니 카나에트(크로아티아어: Toni Kanaet, 1995년 9월 4일~)는 크로아티아의 태권도 선수이다. 2018년 유럽 태권도 선수권 대회에서 미들급 금메달을 획득하고, 2020년 하계 올림픽에서 미들급 동메달을 획득했다.